# Nine Paths
Nine Paths is het vijfde album van de Nederlandse symfonische rockband Knight Area, uitgebracht in 2011 door The Laser's Edge. De titel van het album is ontleend aan de Tarot. Aan de CD is medewerking verleend door Charlotte Wessels, de zangeres van de symfonische metalband Delain. Al kort na de verschijning verschenen in binnen- en buitenland lovende recensies. Het album is opgenomen in de privégeluidsstudio "The Pitt" van de band. Voor het eerst heeft de band het mixen en masteren niet in eigen beheer uitgevoerd. Neil Kernon heeft de CD gemixt, de mastering werd verzorgd door Alan Douches. De CD werd op 8 oktober 2011 gepresenteerd in de DRU Cultuurfabriek in Ulft.
De Nine Paths hebben betrekking op de negen nummers van het album, die dan weer gelieerd zijn aan specifieke Tarotkaarten. De nummers hebben wel onderling een verbinding met elkaar, maar van een conceptalbum is geen sprake, aldus de band.

## Musici
- Mark Smit – zang
- Gerben Klazinga – toetsinstrumenten
- Mark Vermeule – gitaar
- Gijs Koopman – basgitaar, baspedalen
- Pieter van Hoorn – drumkit

## Tracklist
De muziek is geschreven door Klazinga, met uitzondering van "The River" (Koopman) en "Angels's Call" (Smit). De teksten zijn geschreven door Mark Smit met uitzondering van "Clueless" (Jankees Braam).

| Nr. | Titel                         | Duur |
| --- | ----------------------------- | ---- |
| 1.  | Eversince You Killed Me       | 9:46 |
| 2.  | Summerland                    | 7:13 |
| 3.  | Please Come Home              | 5:15 |
| 4.  | Clueless                      | 4:11 |
| 5.  | The River                     | 7:32 |
| 6.  | Pride And Joy (instrumentaal) | 5:29 |
| 7.  | The Balance                   | 6:14 |
| 8.  | Wakerun                       | 7:51 |
| 9.  | Angel's Call                  | 9:23 |